# Gassum
Gassum er en landsby i Østjylland med 410 indbyggere  (2024). Gassum er beliggende fem kilometer nord for Spentrup og 14 kilometer nord for Randers.
Gassum Kirke ligger i Gassum. Sognepræst er pt Klaus Frismann.
Byen ligger i Region Midtjylland og hører under Randers Kommune. Gassum er beliggende i Gassum Sogn, og har givet navn til "Gassum Formationen", det geologiske lag af sandsten som strækker sig under det meste af Danmark i 1-2 km dybde.